# Reloj de sol cónico

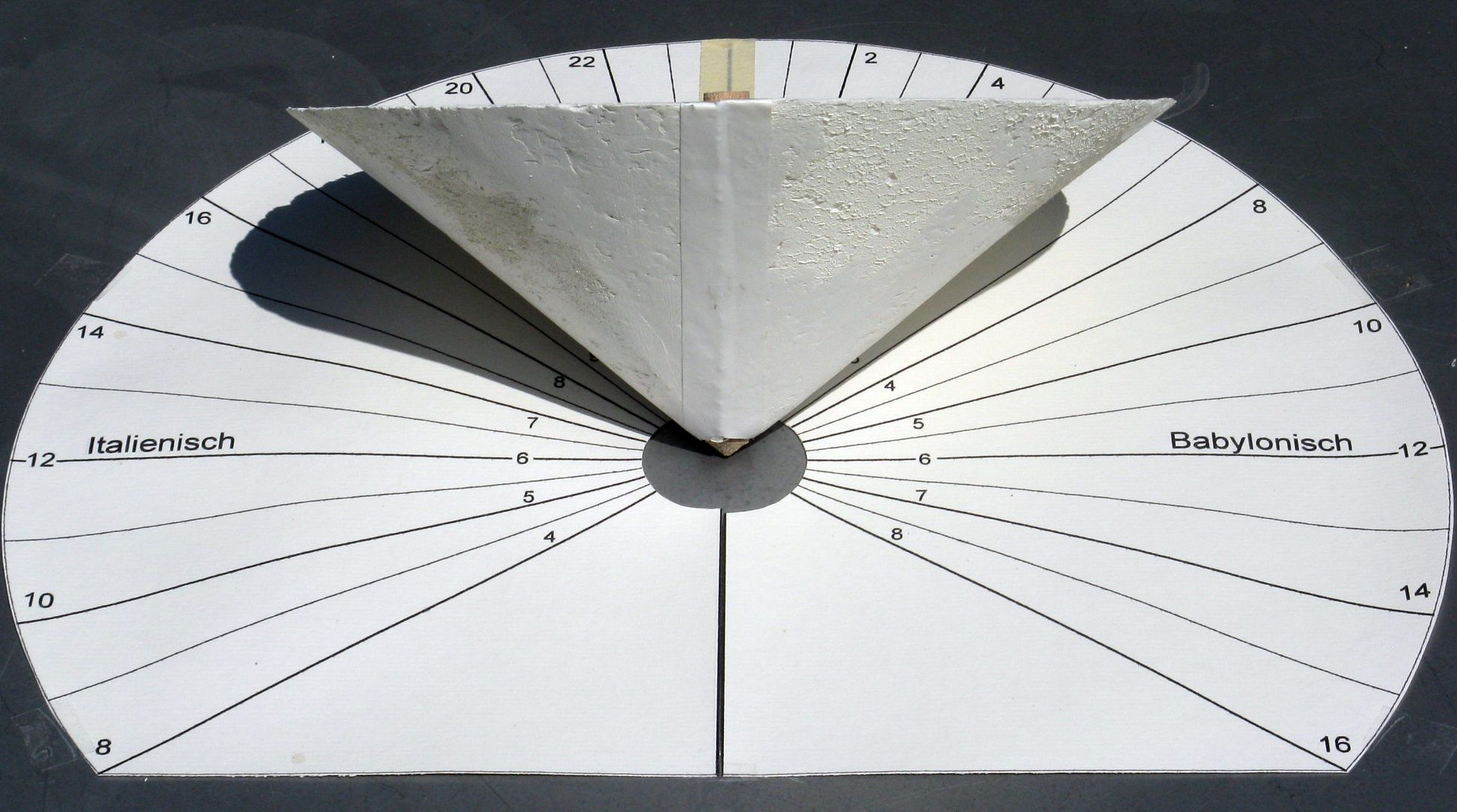
Reloj de sol cónico (φ = 50 °) pantalla (número exterior): alrededor de las 7 horas babilónicas y las 15 horas itálicas

El reloj de sol cónico, también conocido como reloj de Bores, es un reloj de sol con un cono como gnomon. Proporciona las horas babilónicas e itálicas, y fue inventado en 1998 por el ingeniero español Javier Moreno Bores.
El cono tiene un ángulo equivalente al doble de la latitud del lugar del reloj / φ. Cuando se usa en contacto con el suelo, el cono es por lo general con una línea de superficie directamente sobre el suelo, y su eje es paralelo a la tierra. El vértice está orientado hacia el sur. La sombra de la derecha (mirando hacia el norte) indica el tiempo pasado desde el amanecer (hora babilónica), la sombra de la izquierda indica el tiempo restante hasta la puesta del sol (hora itálica).
El Sol se representa como un polo unidimensional. En lugar de un único gnomon, hay infinitos en cualquier momento del día. Indica las horas babilónicas e itálicas independientemente de la estación (ángulo de declinación del Sol) y la tangente a la sombra de cono. (Con la rotación diaria de este plano con el eje celeste eje del cono igual) gira en el cono tangente a la línea de superficie, que proyectan sombras sobre una base continua, el personal a "funciones.
La escala horaria dibujada es similar a la de un reloj de Sol horizontal. La meridiana es la línea de la salida del Sol (línea "0", hora babilónica) y la línea de la puesta del Sol (línea "24", hora itálica). La línea 13 es la segunda hora babilónica, la línea 11 de reloj será la hora 22 babilónica, mostrado para el cono de sombra de la línea se mueve hacia adelante dos veces más rápido que la de un Polstabes.

## Documentos individuales
1. ↑  [0] ^ Javier Moreno Bores: A New Family Of Sundials With Conical Gnomon The Compendium of the North American Sundial Society , Volume 5, Number 2, Juni 1998

- Datos: Q1737798